# Marguerite de Bavière (1363-1424)
Pour les articles homonymes, voir Marguerite de Bavière.
Marguerite de Bavière, née en 1363, morte à Dijon le 23 janvier 1424, est une duchesse de Bourgogne, épouse du duc Jean Sans Peur et mère du duc Philippe III le Bon.

## Biographie

Armoiries des ducs de Valois-Bourgogne

Marguerite était le troisième enfant d'Albert Ier de Hainaut, duc de Bavière-Straubing, comte de Hainaut, de Hollande, et de Zélande et seigneur de Frise, et de Marguerite de Brzeg.
Elle épouse à Cambrai, en 1385, Jean Sans Peur, alors comte de Nevers et qui devient, en 1404, duc de Bourgogne et en 1405 comte de Flandre et d'Artois. Ils auront ensemble un seul fils qui héritera en 1419 du duché et des comtés sous le nom de Philippe III le Bon (1396 † 1467) et sept filles.
Son frère Guillaume IV de Hainaut, héritier de leur père, a épousé, dans le même temps, Marguerite, la sœur de Jean sans Peur. Au décès de Guillaume, en 1417, sa fille unique Jacqueline hérite à son tour des comtés flamands. Philippe III le Bon parvient en 1433 à faire abdiquer sa cousine Jacqueline en sa faveur.
Marguerite de Bavière est citée comme femme remarquable dans la deuxième partie de La Cité des Dames (paru en 1405) de Christine de Pizan.

## Mariage et enfants

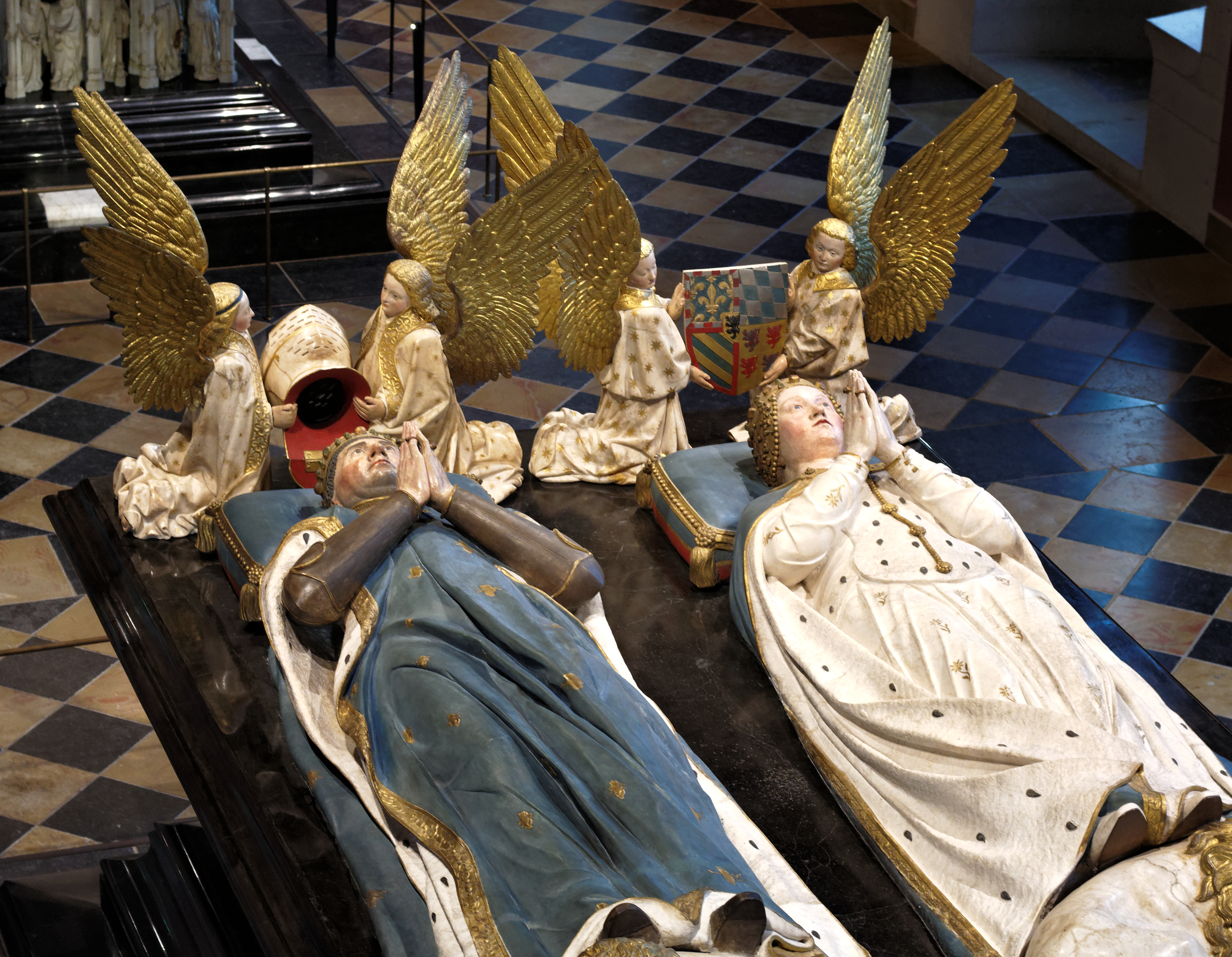
Gisants de Jean Sans Peur et de Marguerite de Bavière. Palais des ducs de Bourgogne (Dijon).

Elle épouse, lors des doubles noces de Cambrai, le 12 avril 1385, Jean Sans Peur dont elle a un fils et sept filles :
- Marguerite (1393-1441), épouse 1°) en 1409 le duc Louis de Guyenne, fils du roi Charles VI et d'Isabeau de Bavière puis, 2°) en 1423 Arthur, comte officieux de Richmond, puis connu sous le nom de "Connétable de Richemont", duc de Bretagne et connétable de France;
- Catherine († 1414) est fiancée à Philippe d'Orléans (1396-1420), à Louis III d'Anjou et enfin au futur Henri V d'Angleterre.
- Marie († 1463) épouse en 1406 Adolphe Ier de La Marck, comte de Clèves;
- Isabelle († 1412) épouse en 1406 Olivier de Châtillon, comte de Penthièvre;
- Philippe le Bon (1396-1467), duc de Bourgogne;
- Jeanne (1399-1406)
- Anne (1404-1432) épouse en 1423 Jean de Lancastre, duc de Bedford.
- Agnès (1407-1476) épouse en 1425 le duc de Bourbon et d'Auvergne Charles Ier, union dont sont issus, entre autres, Isabelle (qui épouse son cousin le comte de Charolais, futur duc de Bourgogne, Charles le Téméraire) et Louis de Bourbon, évêque de Liège.